# Manli Acidí
Els Manli Acidí (llatí: Manlii Acidini) foren una branca de la gens Mànlia que portà el nom familiar Acidí. Ciceró diu dels Acidins que eren persones de temps passats.
Els més destacats van ser:
- Luci Manli Acidí, pretor el 210 aC i procònsol.
- Luci Manli Acidí Fulvià, governador de la Hispània Citerior i cònsol el 179 aC.
- Luci Manli Acidí, ser qüestor el 168 aC. Era probablement fill de l'anterior.
- Un altre Acidí va ser un jove romà que va estudiar a Atenes juntament amb Ciceró l'any 45 aC, sense relació coneguda amb els altres.[2]